# جون إس. ماكين جونيور
جون إس. ماكين جونيور (بالإنجليزية: John Sidney McCain, Jr.)‏ هو ضابط أمريكي، ولد في 17 يناير 1911 في كونسيل بلوفس في الولايات المتحدة، وتوفي في 22 مارس 1981 في أريزونا في الولايات المتحدة بسبب نوبة قلبية.
كان أميرالًا في البحرية الأمريكية خدم في النزاعات من الأربعينيات حتى السبعينيات ، وتولى في أثنائها منصب قائد القيادة للولايات المتحدة في المحيط الهادئ.
ماكين هو ابن ضابط في البحرية ، نشأ في واشنطن العاصمة ، وتخرج في الأكاديمية البحرية الأمريكية في عام 1931 ، وبعد ذلك التحق بخدمة الغواصات. خلال الحرب العالمية الثانية ، تولى قيادة الغواصات في العديد من مسارح العمليات وكان مسؤولاً عن إغراق العديد من السفن اليابانية ، وقد كرّم بالنجمة الفضية والنجمة البرونزية. تولى بعد الحرب العديد من الأوامر ، وتخصص في الحرب البرمائية. قاد الغزو الأمريكي لجمهورية الدومينيكان عام 1965. كما شغل عدة مناصب في واشنطن ، بما في ذلك مكتب الشؤون التشريعية ورئيسا للمعلومات البحرية ، حيث أصبح مؤثرا في الشؤون السياسية. كان معاديًا قويًا للشيوعية ، ودعوته إلى وجود بحري قوي أكسبته لقب «السيد سيفور».
خلال حرب فيتنام ، كان ماكين القائد الأعلى لقيادة المحيط الهادئ (CINCPAC) ، وقاد جميع القوات الأمريكية في مسرح فيتنام من عام 1968 إلى عام 1972. وكان من أشد المؤيدين لسياسة الفتنمة للرئيس ريتشارد نيكسون. لعب ماكين دورًا مهمًا في عسكرة السياسة الأمريكية تجاه كمبوديا ، مما ساعد على إقناع نيكسون بإطلاق التوغل الكمبودي عام 1970 وإقامة علاقة شخصية مع الزعيم الكمبودي لون نول. كان ماكين أيضًا من دعاة التوغل في لاوس عام 1971. تقاعد من البحرية عام 1972.
كان والده ، جون إس. ماكين سينيور الأب ، أميرالًا في البحرية وكان طيارًا بحريًا. كان الاثنان أول ثنائي أب وابنه يحصلان على رتبة أربع نجوم. كان ابنه ، جون س. ماكين الثالث ، طيارًا بحريًا سابقًا وكان أسير حرب في فيتنام الشمالية خلال فترة ماكين في CINCPAC ، والذي تقاعد برتبة نقيب وأصبح لاحقًا عضوًا في مجلس الشيوخ الأمريكي ومرشح الحزب الجمهوري لعام 2008 لـ رئيس الولايات المتحدة.

## وصلات خارجية
- جون إس. ماكين جونيور على موقع IMDb (الإنجليزية)
- جون إس. ماكين جونيور على موقع مونزينجر (الألمانية)
- جون إس. ماكين جونيور على موقع إن إن دي بي (الإنجليزية)
- جون إس. ماكين جونيور على موقع قاعدة بيانات الفيلم (الإنجليزية)